# Cubryński Śnieżnik

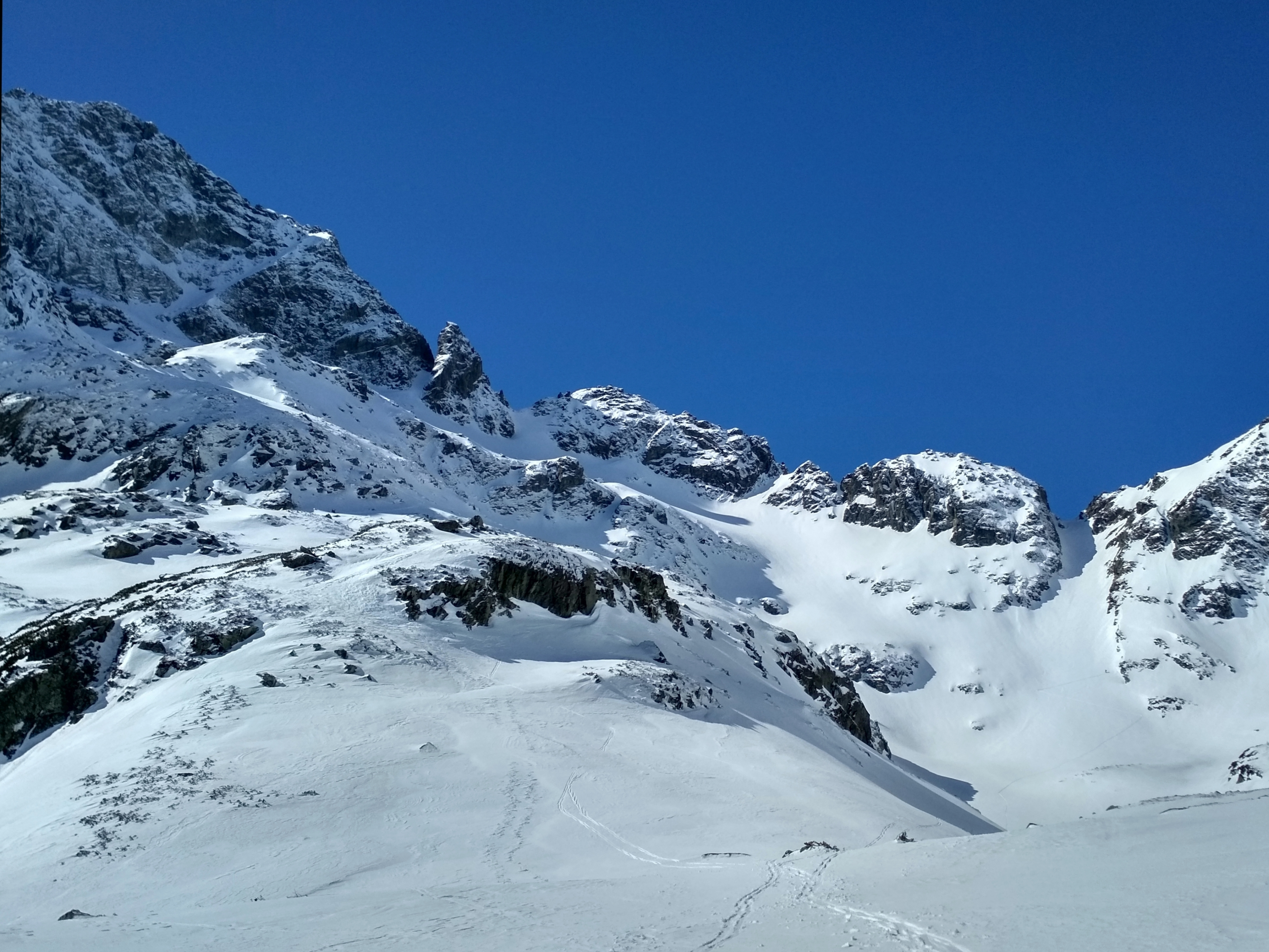
Zadnia Galeria Cubryńska

Cubryński Śnieżnik (słow. Čubrinské snehové pole, węg. Csubrinai-hómező) – śnieżnik w Dolinie za Mnichem w polskich Tatrach. Znajduje się pod ścianą Cubryny w górnej części Doliny Za Mnichem – Zadniej Galerii Cubryńskiej. Jest to jeden z najbardziej trwałych śnieżników w Tatrach Polskich. We wrześniu 1982 roku miał powierzchnię około 3000 m². Jego powierzchnia ulega jednak znacznym zmianom w poszczególnych latach.
W Polsce śnieżnikami są jeszcze Lodowczyk Mięguszowiecki i śnieżnik na piargach ponad Czarnym Stawem pod Rysami. Żaden z nich jednak nie jest lodowczykiem.